# West Coast Choppers
West Coast Choppers (WCC) était une entreprise de création de choppers, située à Long Beach en Californie. Son fondateur Jesse G. James était encore au lycée quand il vendait des t-shirts et des autocollants à la croix de fer (forme de croix pattée), logo de la société, préparant l'accoutrement et le style de vie du chopper bien avant qu'aucun West Coast Chopper n'ait été vendu ou commandé,.
Même après que la société commence à construire des choppers, 60 % des bénéfices provenaient du marketing autour de WCC, tels que des vêtements, boissons et outils,. Les ventes annuelles, entre 12 et 15 motos vendues chacune autour de 150 000 $, faisaient perdre de l'argent à la société mais attiraient une attention positive. La publication des noms de clients tels que Shaquille O'Neal, Kid Rock, Keanu Reeves, des stars du football américain ou du catch professionnel faisait partie de la stratégie commerciale,,,,. L'autre clé de cette stratégie était la célébrité de Jesse James, connu principalement par les émissions de Discovery Channel, Motorcycle Mania et Monster Garage,,,.
Le quartier général de Long Beach a été fermé en octobre 2010,.

## Histoire
Fondée au début des années 1990, West Coast Choppers est remarquée dans les shows télévisés Motorcycle Mania I et II, sur Discovery Channel. En 2004, Jesse James apparait avec Kid Rock dans Motorcycle Mania III. Avec ces émissions, l’intérêt autour de Jesse James et de WCC grandit et permet à la société d'accroitre sa notoriété et ses fans. Jesse a aussi narré l'émission de 2006, History of the Chopper, où il fabrique sa propre moto pour commémorer les années 1960.
En 2004, la marque WCC ainsi que No Fear ont été bannies des écoles du district de Simi Valley, utilisant la croix de fer dans leurs logos, en réaction à la violence entre étudiants noirs et blancs. Jesse et un porte-parole de No Fear ont déclaré que cette croix est un dérivé de la croix de Malte et ne représente pas le nationalisme blanc ou le nazisme. Jesse ajoute que la croix est utilisée par de nombreuses stations de pompiers par exemple. Un employé d'un magasin de skateboard a pourtant pointé l'usage conjoint de cette croix et d'un casque de la Seconde Guerre mondiale sur un t-shirt de WCC. Une interdiction similaire en 2003 à Las Vegas a été dénoncée par les étudiants.
En 2005, WCC a accepté de payer 35 000 $ pour régler une plainte de la Business Software Alliance, à la suite de l'utilisation de logiciels piratés utilisés pour le design des motos.
En 2007, Jesse James a été condamné à payer 271 250 $, WCC ayant vendu entre 1998 et 2005 plus de 50 motos non conformes aux lois sur la pollution du California Air Resources Board (CARB). James a expliqué qu'il n'était pas au courant des changements de législation qui autorisaient un petit fabricant à vendre des véhicules ne satisfaisant pas aux normes. Le CARB a refusé l'offre de Jesse de rappeler et modifier les motos vendues. Depuis 2005, WCC n'a vendu que des motos en règle sur les émissions toxiques. Il a ajouté que les amendes étaient trop sévères et que le CARB voulait faire un exemple à cause de la célébrité de son entreprise et de son mariage avec l'actrice Sandra Bullock, mais le porte-parole du CARB a déclaré que leurs efforts visaient toute l'industrie des customs, et qu'ils n'étaient pas au courant de l'offre de rappel des motos en question.
En 2008, West Cost Choppers a travaillé avec la ville de Long Beach pour créer une sculpture d'acier qui a été placée entre deux voies de circulation dans une des rues de la ville. WCC a également dessiné le Long Beach 2030 Plan Van, une salle de classe mobile pour promouvoir les projets à long terme de la ville. La ville de Long Beach a renommé une partie d'une rue la "West Coast Choppers Place" en 2009 pour honorer la société.
En 2009, WCC a cessé de vendre des accessoires pour motos, ne vendant plus que des motos complètes, des vêtements ou toute autre marchandise non liée à la moto. Jesse James essayant d'exercer un contrôle plus personnel de la production, pour se « battre contre les contrefaçons et établir un contrôle qualité plus strict ».
En octobre 2010, West Cost Choppers a fermé le magasin de Long Beach, l'autre commerce de James à long Beach, le Cisco Burger, est resté ouvert, mais aucun autre détail sur la fermeture n'est annoncé, et il n'était pas sûr si James continuerait de travailler depuis le Texas. Cisco Burger a finalement fermé. Le site web de WCC a redirigé vers un miroir en Australasie qui vend des marchandises au logo de WCC, dirigé par Rev Head Apparel sous accord de licence avec Jesse James. Cependant, Jesse James a décidé de rouvrir en 2013.

## Marketing
La personnalité star de la société, fondateur et président Jesse James, est une clé du marketing et de l'image de West Coast Choppers. Le producteur de Monster Garager Thom Beers le décrit comme « le parfait antihéros de la génération X. Il ne veut pas être vénéré, … il croit vraiment en ce qu'il fait, et il a un grand sens du style. » L'éditeur en chef d'Advertising Age, Scott Donaton, dit de James qu'il est « un bad boy auquel on peut s'identifier avec un attrait de col-bleu », ajoutant que WCC « a beaucoup profité de cette image de bad boy, a beaucoup profité de cette connexion au nom de Jesse James et de cette romance de western qui restera profitable pour les années à venir tant que ça restera authentique. » James est comparé à des entrepreneurs tels que Martha Stewart et Coco Chanel pour sa capacité à tourner une image en différentes lignes de mode à profits,.
Les clients célèbres qui ont commandé des motos WCC sont aussi une bonne source de publicité. La moto faite pour Saquille O'Neal a couté 150 000 $ et est faite sur mesure pour son poids de 154 kg et un entrejambe de 1,24 m, des mains énormes donnant une moto longue de 3,51 m et des repose-pieds en conséquence. Le résultat était une "publicité sans prix".
James s'est quelquefois moqué de ses clients, comme quand il explique à Popular Mechanics comment ils ont conçu leur kit à 3 000 $ pour un cadre de chopper en disant : « on l'a orienté vers la mère de famille qui peut le faire elle-même », ou quand il plaisante avec le Los Angeles Times sur les prix élevés de ses vêtements licenciés en disant : « un débardeur pour 200 $, je suis un salaud. Je peux en avoir 3 pour 10 $ dans une brocante. »
Cette image est surtout utilisée pour vendre des vêtements, la source de revenus principale de la société. Les ventes en Europe sont 10 fois celles des USA selon James. Pendant un temps, il y avait cinq lignes de vêtements, incluant deux vendues par WCC, deux à Wal-Mart, et aussi celles disponibles dans des magasins plus chers, comme des t-shirts pour 100 $ chez Nordstrom, Bloomingdale's et Fred Segal. Koral Industries de Vernon (Californie) est responsable du design et de la fabrication des vêtements WCC, et aussi d'approvisionner les commerciaux qui placent les produits en magasins. Ces vêtements incluent des pulls-capuche, débardeurs, t-shirts ou vestes. Il y a également une ligne de salopettes de travail au nom de Jesse James/WCC et d'autres vêtements de travail.
Outre l'habillement et la production à petit échelle de motos sur commande, les associations avec d'autres entreprises sont une majeure partie de l'activité de WCC. Une de ces associations était un concours en 2004 pour gagner une moto, à la suite de l'achat de bouteilles de chocolat au lait Yoo-hoo, pour aider à lancer une nouvelle saveur, Dyna-Mocha, étant du Yoo-hoo et du café,. WCC a également signé un accord pluriannuel avec Huffy pour lequel WCC a créé des vélo-choppers Huffy, vendus dans les Wal-Mart. L'objectif était de recréer le succès du Schwinn Sting-Ray de Pacific Cycle créé par les rivaux de Orange County Choppers (OCC),. Alors que les vélos de OCC et WCC ont eu du succès, les ventes vélos pour enfants chez Wal-Mart et K-Mart étaient une fraction des vélos aux couleurs de personnages tels que Barbie, Princesses Disney, Dora l'exploratrice, Power Rangers et Spider-Man.
D'autres associations ont donné des torches à plasma et d'autres torches pour soudeurs par ESAB, dessinées par et nommées d'après Jesse James,. Les caravanes Airstream ont également passé un accord pour l'accouplement d'une moto signée WCC et d'un sidecar fait d'aluminium poli reprenant les lignes des caravanes. La Molson Coors Brewing Company a également apposé l'image de WCC sur ses bouteilles, pour un bénéfice mutuel.

## Identité visuelle
Les motos sorties de West Coast Chopers sont décrites comme old-school et minimalistes. Elles apparaissent comme plus dénudées comparées à celles de fabricants plus anciens comme Arlen Ness, qui sont déjà des motos « avec rien qu'un moteur, juste ce que demande la loi, et quelque chose pour s'accrocher. » Malgré cela, la signature d'un WCC est aussi faite de cartouches de 9 mm et de .44 Magnum comme décorations, placées sur le dessus du réservoir, du filtre à huile ou sur le guidon, voire ailleurs. Ces munitions du XXe siècle sont là pour évoquer l'ancêtre lointain de Jesse James, le hors-la-loi du même nom,. Un fort lien métaphorique entre les pilotes de choppers et les cavaliers du far-west est présent dans la culture des bikers, depuis Norman Rockwell ou le peintre David Mann.
Le logo en croix de biker, version de la croix de fer ou de Malte, est aussi typique d'un WCC, bien que le symbole soit ambigu dans la Kustom Kulture.
Le terme old-school d'un WCC est assez large, surtout depuis les années plus récentes de WCC, ayant changé du chopper traditionnel de chez Harley-Davidson, vu par James comme trop répandu. Le style est étiré en recherche d'originalité. Des influences spécifiques incluent les scooters Lambretta, le Honda 305 Scramblers, et les vélos cruiser Schwinn Black Phantom.
Le design du logo et des insignes de WCC a été transféré à la firme professionnelle Akins Parker Creative, qui choisit soigneusement des motifs et des couleurs de bikers old-school, tels que des écussons de la guerre du Vietnam. Ils sont fabriqués pour la consommation de masse de reproductions de formes imparfaites de vieilles motos peintes à la main pour honorer « le sens de l’authenticité,. »